# Koyulhisar
Koyulhisar là một huyện thuộc tỉnh Sivas, Thổ Nhĩ Kỳ. Huyện có diện tích 1042 km² và dân số thời điểm năm 2007 là 13190 người, mật độ 13 người/km².